# Regenerativno zaviranje
Regenerativno zaviranje (ang. regenerative braking) je tehnologija, ki pretvori del kinetične energije vozila v drugo obliko (največkrat električno), ki se jo lahko potem ponovno uporabi. Klasične zavore pretvorijo kinetično energijo preko trenja v toplotno in jo s tem izgubijo.
Najpogosteje se za regenerativno zaviranje uporablja električni motor, ki lahko deluje tudi kot električni generator. V primeru železnic se proizvedena elektrika vrne preko pantografa ali tretjega tira nazaj v omrežje. Pri električnih avtomobilih se električna energija shrani v baterijah.
Drugi načini shranjevanja energije so stisnjen zrak ali vztrajnik, ki se vrti pri zelo visokih obratih.
Kljub regenerativnem zaviranju so še vedno potrebne konvencionalne zavore. Regenerativno zaviranje ne deluje efektivno pri majhnih hitrostih in ne more povsem ustaviti vozila. Prav tako je za parkiranje potrebna ročna zavora. Ker ima večina avtomobilov pogon samo na dve kolesi, deluje regenerativno zaviranje samo ti dve kolesi.
Bencinski in dizelski motorji imajo tudi možnost zaviranja z motorjem, vendar je le-to neregenativno.
Regenerativno zaviranje pri električnih lokomotivah lahko vrne energijo v omrežje, vendar mora biti električna napetost in frekvenca ista kot omrežna.
Dinamično zaviranje je lahko regenerativno ali pa reostatično (negenerativno) pri dizel-električnih lokomotivah - električna energija, ki se proizvede se preko radiatorjev kot toplotna energija spusti v okolje.